# Михаил Панарет
Михаил Панарет (на гръцки: Μιχαήλ Πανάρετος, Michael Panaretus, 1320 – ок. 1390) от Трапезундската империя е гръцки историк през 14 век.
Той е протосеваст и протонотарий на трапезундския император Алексий III Велики Комнин, автор на първата част на написаната на гръцки език „Трапезунтска хроника“ — историческо произведение за Трапезундската империя, обхващаща периода от Алексий I Велики Комнин от 1204 до 1426 г.